# 丹麥的烏爾里克·艾蕾諾爾
丹麥的烏爾里克·艾蕾諾爾（丹麥語：Ulrikke Eleonore af Danmark，1656年9月11日—1693年7月26日）是丹麦公主、後成為瑞典王后，是瑞典国王卡尔十一世的妻子。
她在丹麦受到平民百姓的喜爱，并经常热心公益活动。1680年，她和卡尔十一世结婚并诞下七个孩子。